# Dimensión de Minkowski-Bouligand

Estimación de la dimensión de recuento de cajas de la costa de Gran Bretaña

En fractales, la dimensión de Minkowski-Bouligand, también conocida como dimensión de Minkowski o dimensión del recuento de cajas, es una forma de determinar la dimensión fractal de un conjunto S en un espacio euclídeo Rn, o más generalmente en un espacio métrico (X, d). Lleva el nombre del matemático polaco Hermann Minkowski y del matemático francés Georges Bouligand.

## Cálculo
Para calcular esta dimensión para un fractal S, se debe situar este fractal sobre una cuadrícula espaciada uniformemente y contar cuántas cajas se requieren para recubrir el conjunto. La dimensión de recuento de cajas se calcula al determinar cómo cambia este número a medida que se hace la cuadrícula más fina aplicando un algoritmo de recuento de cajas. Supóngase que N(ε) es el número de cajas de lado ε requeridas para recubrir el conjunto. Entonces, la dimensión de recuento de cajas se define como:
{\displaystyle \dim _{\rm {caja}}(S):=\lim _{\varepsilon \to 0}{\frac {\log N(\varepsilon )}{\log(1/\varepsilon )}}.}
En términos generales, esto significa que la dimensión es el exponente d tal que N(1 /n) ≈ C nd, que es lo que se esperaría en el caso trivial donde S es un espacio uniforme (una variedad) de dimensión entera d.
Si el límite anterior no existe, aún se pueden tomar el límite superior y el límite inferior, que definen respectivamente la dimensión de cajas superior y la dimensión de cajas inferior. La dimensión superior a veces se denomina dimensión de entropía, dimensión de Kolmogórov, capacidad de Kolmogórov, capacidad límite o dimensión superior de Minkowski, mientras que la dimensión del inferior también se denomina dimensión inferior de Minkowski .
Las dimensiones de cajas superior e inferior están fuertemente relacionadas con el concepto más usual de la dimensión de Hausdorff-Besicovitch. Solo en aplicaciones muy especiales es importante distinguir entre los tres criterios (véase abajo). Otra medida más de la dimensión fractal es la dimensión de correlación.

## Definiciones alternativas

Ejemplos de empaquetamiento de bolas, recubrimiento con bolas y recubrimiento con cajas

Es posible definir la dimensión del recuento de cajas usando bolas, ya sea con el número de recubrimiento o el número de empaquetamiento. El número de recubrimiento {\displaystyle N_{\rm {recubrimiento}}(\varepsilon )} es el número "mínimo" de bolas de radio ε requerido para recubrir el fractal (es decir, de manera que su unión contenga el fractal).
También se puede considerar el número de cobertura intrínseco {\displaystyle N'_{\rm {recubrimiento}}(\varepsilon )}, que se define de la misma manera pero con el requisito adicional de que los centros de las bolas abiertas se encuentren dentro del conjunto S. El número de empaquetamiento {\displaystyle N_{\rm {empaquetamiento}}(\varepsilon )} es el número "máximo" de bolas abiertas disjuntas de radio ε que se pueden situar de manera que sus centros estén dentro del fractal. Si bien N, Nrecubrimiento, N'recubrimiento y Nempaquetamiento no son exactamente idénticos, están estrechamente relacionados y dan lugar a definiciones idénticas de los límites de cajas superior e inferior. Esto es fácil de comprobar una vez que se demuestran las siguientes desigualdades:
{\displaystyle N_{\text{packing}}(\varepsilon )\leq N'_{\text{recubrimiento}}(\varepsilon )\leq N_{\text{recubrimiento}}(\varepsilon /2).\,}
Estos, a su vez, se deducen con relativa facilidad a partir de la desigualdad triangular.
La ventaja de usar bolas en lugar de cajas es que esta definición se generaliza a cualquier espacio métrico. En otras palabras, la definición de caja es extrínseca — se asume que el espacio fractal S está contenido en un espacio euclídeo, y define cajas de acuerdo con la geometría externa del espacio contenedor. Sin embargo, la dimensión de S debe ser intrínseca, independientemente del entorno en el que se coloque S, y la definición de la bola se puede formular intrínsecamente. Así, se define una bola interna como todos los puntos de S dentro de una cierta distancia de un centro elegido, y se cuentan esas bolas para obtener la dimensión (más precisamente, la definición de Nrecubrimiento es extrínseca, pero las otras dos son intrínsecas).
La ventaja de utilizar cajas es que, en muchos casos, N(ε) se puede calcular fácilmente de forma explícita, y que para las cajas los números de recubrimiento y empaquetamiento (definidos de manera equivalente) son iguales.
El logaritmo de los números de empaquetamiento y recubrimiento  se denominan a veces números de entropía, y son análogos a los conceptos de entropía en termodinámica y en teoría de la información, ya que miden la cantidad de desorden en el espacio métrico o fractal a escala ε, y también permiten medir cuántos bits o dígitos se necesitarían para especificar un punto del espacio con precisión ε.
Otra definición equivalente (extrínseca) para la dimensión del recuento de cajas viene dada por la fórmula:
{\displaystyle \dim _{\text{caja}}(S)=n-\lim _{r\to 0}{\frac {\log {\text{vol}}(S_{r})}{\log r}},}
donde para cada r > 0, el conjunto {\displaystyle S_{r}} se define como el r-entorno de S, es decir, el conjunto de todos los puntos en {\displaystyle R^{n}} que están a una distancia menor que r de S (o equivalentemente, {\displaystyle S_{r}} es la unión de todas las bolas abiertas de radio r que están centradas en un punto en S).

## Propiedades
Ambas dimensiones de recuento de cajas son finitamente aditivas, es decir, si {A1, .... An} es una colección finita de conjuntos, entonces
{\displaystyle \dim(A_{1}\cup \dotsb \cup A_{n})=\max\{\dim A_{1},\dots ,\dim A_{n}\}.\,}
Sin embargo, no son numerables aditivos, es decir, esta igualdad no es válida para una secuencia infinita de conjuntos. Por ejemplo, la dimensión de la caja de un solo punto es 0, pero la dimensión de la caja de la colección de los números racionales en el intervalo [0, 1] tiene la dimensión 1. La medida de Hausdorff, en comparación, es numerablemente aditiva.
Una propiedad interesante de la dimensión del cuadro superior que no se comparte ni con la dimensión del cuadro inferior ni con la dimensión de Hausdorff es la conexión con la suma de conjuntos. Si A y B son dos conjuntos en un espacio euclídeo, entonces A + B se forma tomando todos los pares de puntos a, b donde a es de A y b es de B y sumando a + b. Se tiene entonces que
{\displaystyle \dim _{\text{upper caja}}(A+B)\leq \dim _{\text{upper caja}}(A)+\dim _{\text{upper caja}}(B).}

## Relaciones con la dimensión de Hausdorff
La dimensión de recuento de cajas es una de las distintas definiciones de dimensión que se pueden aplicar a los fractales. Para muchos fractales que se comportan bien, todas estas dimensiones son iguales; en particular, estas dimensiones coinciden siempre que el fractal satisface la condición de conjunto abierto. Por ejemplo, la dimensión de Hausdorff-Besicovitch, la dimensión de las cajas inferior y la dimensión de las cajas superior del conjunto de Cantor son todas iguales a log(2)/log(3). Sin embargo, las definiciones no son equivalentes.
Las dimensiones del recuento de cajas y la dimensión de Hausdorff están relacionadas por la desigualdad:
{\displaystyle \dim _{\operatorname {Haus} }\leq \dim _{\operatorname {cajainferior} }\leq \dim _{\operatorname {cajasuperior} }.}
En general, ambas desigualdades pueden ser estrictas. La dimensión de las cajas superior puede ser mayor que la dimensión de las cajas inferior si el fractal tiene un comportamiento diferente en distintas escalas. Por ejemplo, el conjunto de números en el intervalo [0,1] que satisfacen la condición
para cualquier n, todos los dígitos entre el 22n-ésimo dígito y el (22n+1 − 1)-ésimo dígito son cero
Los dígitos de los "intervalos de lugar impares", es decir, entre los dígitos 22n+1 y 22n+2 − 1 no están restringidos y pueden tomar cualquier valor. Este fractal tiene una dimensión de cajas superior de 2/3 y una dimensión de cajas inferior de 1/3, un hecho que puede verificarse fácilmente calculando N(ε) para {\displaystyle \varepsilon =10^{-2^{n}}} y observando que sus valores se comportan de manera diferente para los n pares e impares.
Más ejemplos: el conjunto de los números racionales {\displaystyle \mathbb {Q} }, un conjunto contable con {\displaystyle \dim _{\operatorname {Haus} }=0}, tiene {\displaystyle \dim _{\operatorname {caja} }=1} porque su cierre, {\displaystyle \mathbb {R} }, tiene dimensión 1. De hecho,
{\displaystyle \dim _{\operatorname {caja} }\left\{0,1,{\frac {1}{2}},{\frac {1}{3}},{\frac {1}{4}},\ldots \right\}={\frac {1}{2}}.}
Estos ejemplos permiten comprobar que agregar un conjunto contable puede cambiar la dimensión del recuento de cajas, mostrando una especie de inestabilidad de esta dimensión.